# Mike Marjama
Mike Marjama (né le 20 juillet 1989 à Roseville, Californie, États-Unis) est un receveur des Mariners de Seattle de la Ligue majeure de baseball.

## Carrière
Joueur des 49ers de l'université d'État de Californie à Long Beach, Mike Marjama est choisi par les White Sox de Chicago au 23e tour de sélection du repêchage amateur de 2011. Il fait ses débuts professionnels dès 2011 dans les ligues mineures et joue ses quatre premières saisons avec des clubs affiliés aux White Sox. Chicago l'échange aux Rays de Tampa Bay en janvier 2015. Le 6 août 2017, les Rays échangent Marjama et le lanceur droitier Ryan Garton aux Mariners de Seattle contre deux joueurs des ligues mineures, le lanceur gaucher Anthony Misiewicz et le deuxième but Luis Rengifo, ainsi qu'un joueur à être nommé plus tard.
Mike Marjama fait ses débuts dans le baseball majeur le 3 septembre 2017 avec les Mariners de Seattle.